# Пастух (село)
Пастух (болг. Пастух) — село в Болгарии. Находится в Кюстендилской области, входит в общину Невестино. Население составляет 52 человека.

## Политическая ситуация
Пастух подчиняется непосредственно общине и не имеет своего кмета.
Кмет (мэр) общины Невестино — Димитр Иванов Стаменков (независимый) по результатам выборов в правление общины.